# Емишанлы (Габалинский район)
Емишанлы (азерб. Yemişanlı) — село в Габалинском районе Азербайджана. Образует одноимённый муниципалитет.

## География
Расположено к востоку от города Габала. Ближайшее соседнее село — Мыхлыковаг.

## История
Емишанлы образовано в 1950-х годах советского времени  выходцами из села Тиканлы. Название происходит от большого дерева боярышника (по азербайджански емишан), вокруг которого и расположились первые поселенцы.
В 1960-х годах Емишанлы входило в состав Мыхлыковагского сельского совета (сельсовета) Куткашенского района Азербайджанской ССР. В 1970-х являлось селом Тикянлинского сельсовета Куткашенского района Азербайджанской ССР.